# Salim Kerkar
Salim Kerkar (Givors, 4 agosto 1987) è un ex calciatore francese, di ruolo centrocampista.